# Thoracostoma coronatum
Thoracostoma coronatum är en rundmaskart som först beskrevs av Eberth 1863.  Thoracostoma coronatum ingår i släktet Thoracostoma, och familjen Leptosomatidae. Arten är reproducerande i Sverige. Inga underarter finns listade.